# Stomatozytose
Die Stomatozytose ist eine sehr seltene Erkrankung, bei der die Zahl der Stomatozyten im Blutausstrich abnormal erhöht ist. Als normal gelten unter 3 % Stomatozyten im Ausstrich.
Je nach zugrundeliegender Ursache sind die häufigeren erworbenen von angeborenen Formen zu unterscheiden.

## Erworbene Stomatozytose
Die häufigste Ursache der erworbenen Stomatozytose mit Hämolytischer Anämie ist ein übermäßiger Alkoholkonsum beziehungsweise eine Alkoholintoxikation oder alkoholbedingte Lebererkrankung. Dabei finden sich neben den Stomatozyten auch Makrozyten. Nach Ende der Alkokolexposition normalisiert sich der Blutausstrich innerhalb der nächsten zwei Wochen.
Stomatozytose findet sich meist bei Neoplasien, Herz-Kreislauf-Erkrankungen oder Krankheiten des Leber-Galle-Systems.
Einige Medikamente wie Chlorpromazin, Hydroxyurea und Cyclophosphamid können eine Stomatozytose verursachen.

## Angeborene Stomatozytose
Die Hereditäre Stomatozytose zählt zu den Korpuskulären Hämolytischen Anämien, bei dieser Gruppe zumeist autosomal-dominant vererbter Krankheiten finden sich 10–30 % Stomatozyten. Die Häufigkeit wird mit unter 1 zu 1.000.000 angegeben, Krankheitsbeginn ist jeweils in der Neugeborenenzeit oder vorgeburtlich.
Hierbei können folgende Typen unterschieden werden:
- Dehydrierte Stomatozytose mit Mutationen im PIEZO1-Gen auf Chromosom 16 Genort q24.3[7] Seltener finden sich Mutationen im KCNN4-Gen auf Chromosom 19 an p13.31.[8] Synonym: Hereditäre Xerozytose.[9]
- Überhydrierte Stomatozytose mit Mutationen im RHAG-Gen auf Chromosom 6 an p12.3[10] Synonyme: Hereditäre Stomatozytose mit Hyperhydrierung der Erythrozyten; Hydrozytose; Overhydrated Hereditary Stomatocytosis (OHS).[11]
- Ferner gibt es Stomatozytose mit Mutationen im SLC4A1-Gen auf Chromosom 17 an q21.31.[5]

Die Mutationen führen zu einem Defekt der Erythrozytenmembran mit erhöhter Durchlässigkeit für einwertige Kationen (Natrium und Kalium).

## Klinische Erscheinungen
Eine Stomatozytose kann klinisch unauffällig (asymptomatisch) sein oder sich als Hämolyse mit der Folge einer Anämie zeigen.
Erhöhte Retikulozytenwerte können ein Hinweis auf Doping sein, vergleiche die Verfahren bei Claudia Pechstein.
Die Erstbeschreibung stammt aus dem Jahre 1961 durch die britischen Kinderärzte S. P. Lock, R. S. Smith und R. M. Hardisty.